# Gesellenprüfung (Deutschland)
In den anerkannten Ausbildungsberufen der Gewerbe der Anlage A und Anlage B der Handwerksordnung werden gemäß § 31 Handwerksordnung (HwO) Gesellenprüfungen durchgeführt.

## Ziel
Durch die Gesellenprüfung soll festgestellt werden, ob der Prüfling über die berufliche Handlungsfähigkeit verfügt.
Traditionell besteht die Prüfung zum Gesellen im Handwerk aus einem theoretischen und einem praktischen Teil. Der theoretische Teil umfasst eine schriftliche Prüfung der Fachkenntnisse und der Kenntnisse im Bereich der Wirtschafts- und Sozialkunde. In der praktischen Prüfung wird das Gesellenstück bzw. eine Arbeitsprobe angefertigt.
Heute wird ein eher ganzheitlicher, handlungsorientierter Prüfungsansatz verfolgt, der darauf abzielt, die berufliche Handlungskompetenz (Planen, Durchführen, Kontrollieren) des Prüflings festzustellen. Hierzu wurden vom Hauptausschuss des Bundesinstituts für Berufsbildung Empfehlungen für die Gestaltung der Prüfungsanforderungen herausgegeben.

## Durchführung
Die Prüfung wird nach § 33 HwO von einem Prüfungsausschuss der zuständigen Stelle nach Maßgaben der Ausbildungsordnung und der Prüfungsordnung durchgeführt. Zuständige Stellen sind i. d. R. die Handwerkskammern, die diese Aufgabe an die „örtlichen“ Innungen delegieren können. Die Geschäftsführung des Prüfungsausschusses wird dann häufig von der Kreishandwerkerschaft übernommen. Der Prüfungsausschuss entscheidet über die Zulassung zur Prüfung, die Bewertung der Prüfungsleistungen und letztlich über das Bestehen der Prüfung.

## Bestandene Prüfung
Mit dem Bestehen der Gesellenprüfung endet die Ausbildung in einem Beruf des Handwerks. Sie findet heute meist im Rahmen der dualen Ausbildung statt.
Nach bestandener Prüfung wird, oft im Rahmen einer Freisprechung, das Gesellenprüfungszeugnis überreicht, das für viele berufliche Tätigkeiten auch in anderen Gewerbezweigen Voraussetzung ist. Ein Gesellenbrief (reines Schmuckblatt) wird nicht mehr in allen Handwerken ausgegeben.

## Auszeichnungen
Im Rahmen der Berufsausbildung werden die besten Prüflinge auf Innungsebene als Innungsbeste ausgezeichnet. Für die Auszeichnung der Kandidaten  werden die theoretischen und praktischen Arbeiten herangezogen. Es folgt die Handwerkskammerebene mit dem Kammersieger. In einer weiteren Runde werden die Landessieger ermittelt, die in der Regel Ehrenurkunden der jeweiligen Ministerpräsidenten der Bundesländer erhalten. Danach wird aus der Reihe der Landessieger der Bundessieger ermittelt. Er erhält eine Ehrenurkunde in Gold des Deutschen Handwerkskammertages überreicht. Schirmherr des Wettbewerbs ist der jeweilige deutsche Bundespräsident.
Die Bundessieger können Stipendien der Studienstiftung des deutschen Volkes erhalten, um im Rahmen der Hochbegabtenförderung ihre Ausbildung an Universitäten und Hochschulen zu beenden.
Die Bundessieger nehmen oftmals auch an internationalen Berufswettbewerben wie den WorldSkills teil.